# Високе (гміна Високе)
Високе (пол. Wysokie) — село в Польщі, у гміні Високе Люблінського повіту Люблінського воєводства.
Населення — 601 особа (2011).
У 1975-1998 роках село належало до Замойського воєводства.

## Демографія
Демографічна структура станом на 31 березня 2011 року:
|          | Загалом | Допрацездатний вік | Працездатний вік | Постпрацездатний вік |
| -------- | ------- | ------------------ | ---------------- | -------------------- |
| Чоловіки | 288     | 51                 | 198              | 39                   |
| Жінки    | 313     | 52                 | 142              | 119                  |
| Разом    | 601     | 103                | 340              | 158                  |